# Gornje Raštane
Gornje Raštane – wieś w Chorwacji, w żupanii zadarskiej, w gminie Sveti Filip i Jakov. W 2011 roku liczyła 456 mieszkańców.